# 格羅希齊布萊舒盧伊鄉
47°29′N 24°04′E / 47.483°N 24.067°E
格羅希齊布萊舒盧伊鄉（羅馬尼亞語：Comuna Groșii Țibleșului, Maramureș），是羅馬尼亞的鄉份，位於該國西北部，由馬拉穆列什縣負責管轄，面積123平方公里，海拔高度491米，2007年人口2,146，人口密度每平方公里17人。